# Harry Potter och fången från Azkaban
Harry Potter och fången från Azkaban (original Harry Potter and the Prisoner of Azkaban), (1999) av J.K. Rowling är den tredje boken om Harry Potter. Boken filmatiserades 2004, se Harry Potter och fången från Azkaban.
Bokomslaget till den svenska originalutgåvan illustrerades av Alvaro Tapia. Boken släpptes på svenska 24 januari 2001, och sålde under första dagen cirka 70 000 exemplar.

## Handling
Än en gång känner sig Harry osäker på Hogwarts. Lord Voldemorts närmaste anhängare, massmördaren Sirius Black, har rymt från trollkarlsfängelset Azkaban, och är fast besluten att mörda Harry och återuppväcka sin gamle mästare.
Azkabans fångvakter, de spöklika och (bokstavligt) glädjedödande dementorerna, patrullerar runt på Hogwarts. 
Innan Harry åker till Hogwarts varnar Ron Weasleys pappa Arthur Weasley honom för att försöka leta upp Black. Harry förstår inte vad Mr. Weasley menar förrän han får veta varför Black hamnade i Azkaban. Han var familjen Potters vän och hemlighetsväktare, tills han förrådde dem för Lord Voldemort och berättade var de fanns och därmed hjälpte honom att döda dem. Sedan mördade han offentligt tolv mugglare och trollkarlen Peter Pettigrew. Det är vad som verkar ha skett, men det visar sig senare att den verkliga situationen gällande Sirius Black är helt annorlunda.
Harry möter också Cho Chang för första gången i en quidditch-match, och man kan ana att han håller på att bli kär.
Dessutom träffar han den nya läraren i försvar mot svartkonster, Remus Lupin. Lupin var en av James Potters bästa vänner, och han lär Harry hur man avvärjer sig mot dementorerna, som verkar ha fattat ett speciellt intresse för Harry. Lupin visar sig senare vara en varulv, vilket Hermione har listat ut.